# Saison 1971-1972 de la LAH
Saison précédente Saison suivante
La saison 1971-1972 de la Ligue américaine de hockey est la 36e saison de la ligue au cours de laquelle onze équipes jouent chacune 76 matchs en saison régulière. Les Voyageurs de la Nouvelle-Écosse remportent la coupe Calder.

## Changement de franchises
- Les As de Québec déménagent à Richmond ; ils deviennent les Robins de Richmond et passent dans la division Ouest.
- Les Voyageurs de Montréal déménagent à Halifax et sont renommés Voyageurs de la Nouvelle-Écosse.
- Les Americans de Rochester passent de la division Ouest à la division Est.
- Les Braves de Boston intègrent la ligue dans la division Est.
- Les Swords de Cincinnati rejoignent la LAH dans la division Ouest.
- Les Wings de Tidewater sont également une nouvelle franchise intégrée à la division Ouest.

## Saison régulière

### Classement
| Clt   | Équipe                          | PJ | V  | D  | N  | BP  | BC  | Pts |
| ----- | ------------------------------- | -- | -- | -- | -- | --- | --- | --- |
| +001, | Braves de Boston                | 76 | 41 | 21 | 14 | 260 | 191 | 96  |
| +002, | Voyageurs de la Nouvelle-Écosse | 76 | 41 | 21 | 14 | 274 | 202 | 96  |
| +003, | Kings de Springfield            | 76 | 31 | 30 | 15 | 273 | 266 | 77  |
| +004, | Reds de Providence              | 76 | 28 | 37 | 11 | 250 | 274 | 67  |
| +005, | Americans de Rochester          | 76 | 28 | 38 | 10 | 242 | 311 | 66  |

| Clt   | Équipe                | PJ | V  | D  | N  | BP  | BC  | Pts |
| ----- | --------------------- | -- | -- | -- | -- | --- | --- | --- |
| +001, | Clippers de Baltimore | 76 | 34 | 31 | 11 | 266 | 253 | 79  |
| +002, | Bears de Hershey      | 76 | 33 | 30 | 13 | 238 | 212 | 79  |
| +003, | Swords de Cincinnati  | 76 | 30 | 28 | 18 | 252 | 258 | 78  |
| +004, | Barons de Cleveland   | 76 | 32 | 34 | 10 | 269 | 263 | 74  |
| +005, | Robins de Richmond    | 76 | 29 | 34 | 13 | 237 | 218 | 71  |
| +006, | Wings de Tidewater    | 76 | 22 | 45 | 9  | 197 | 275 | 53  |

- En gras : qualifiés pour les séries

### Meilleurs pointeurs
| Joueur           | Équipe                          | PJ | B  | A  | Pts | Pun |
| ---------------- | ------------------------------- | -- | -- | -- | --- | --- |
| Don Blackburn    | Reds de Providence              | 76 | 34 | 65 | 99  | 12  |
| Fred Harvey      | Barons de Cleveland             | 73 | 41 | 54 | 95  | 72  |
| Terry Caffery    | Barons de Cleveland             | 65 | 29 | 59 | 88  | 18  |
| Gord Labossiere  | Barons de Cleveland             | 66 | 40 | 45 | 85  | 71  |
| Ed Hoekstra      | Kings de Springfield            | 74 | 16 | 69 | 85  | 32  |
| Pete Laframboise | Clippers de Baltimore           | 72 | 37 | 44 | 81  | 95  |
| Wayne Rivers     | Kings de Springfield            | 68 | 48 | 33 | 81  | 67  |
| Germain Gagnon   | Voyageurs de la Nouvelle-Écosse | 70 | 25 | 56 | 81  | 34  |
| Joe Szura        | Clippers de Baltimore           | 72 | 38 | 38 | 76  | 20  |
| Doug Roberts     | Braves de Boston                | 74 | 35 | 40 | 75  | 107 |

## Séries éliminatoires
Les quatre premiers de chaque division sont qualifiés. Toutes les séries sont disputées au meilleur des sept matchs.
- Le premier de chaque division rencontre le quatrième de cette même division. Le deuxième rencontre le troisième.
- Les vainqueurs se rencontrent.
- Les gagnants de chaque division se disputent la coupe Calder[4].

|  | Quarts de finale | Quarts de finale | Quarts de finale | Quarts de finale |   |                 | Demi-finales | Demi-finales | Demi-finales | Demi-finales |  |  | Finale | Finale | Finale | Finale |
|  |                  |                  |                  |                  |   |                 |              |              |              |              |  |  |        |        |        |        |
|  |                  |                  |                  |                  |   |                 |              |              |              |              |  |  |        |        |        |        |
|  |                  |                  |                  |                  |   |                 |              |              |              |              |  |  |        |        |        |        |
|  | 1                | Boston           | 4                | 4                |   |                 |              |              |              |              |  |  |        |        |        |        |
|  | 1                | Boston           | 4                | 4                |   |                 |              |              |              |              |  |  |        |        |        |        |
|  | 4                | Providence       | 1                | 1                |   |                 |              |              |              |              |  |  |        |        |        |        |
|  | 4                | Providence       | 1                | 1                | 1 | Boston          | 0            | 0            |              |              |  |  |        |        |        |        |
|  |                  |                  |                  |                  | 1 | Boston          | 0            | 0            |              |              |  |  |        |        |        |        |
|  |                  |                  | 2                | Nouvelle-Écosse  | 4 | 4               |              |              |              |              |  |  |        |        |        |        |
|  | 3                | Springfield      | 2                | Nouvelle-Écosse  | 4 | 4               | 1            | 1            |              |              |  |  |        |        |        |        |
|  | 3                | Springfield      |                  |                  |   |                 |              | 1            |              |              |  |  |        |        |        |        |
|  | 2                | Nouvelle-Écosse  | 4                | 4                |   |                 |              |              |              |              |  |  |        |        |        |        |
|  | 2                | Nouvelle-Écosse  | 4                | 4                | 2 | Nouvelle-Écosse | 4            | 4            |              |              |  |  |        |        |        |        |
|  |                  |                  |                  |                  | 2 | Nouvelle-Écosse | 4            | 4            |              |              |  |  |        |        |        |        |
|  |                  |                  | 1                | Baltimore        | 2 | 2               |              |              |              |              |  |  |        |        |        |        |
|  | 1                | Baltimore        | 1                | Baltimore        | 2 | 2               | 4            | 4            |              |              |  |  |        |        |        |        |
|  | 1                | Baltimore        |                  |                  |   |                 |              |              |              |              |  |  |        |        |        |        |
|  | 4                | Cleveland        | 2                | 2                |   |                 |              |              |              |              |  |  |        |        |        |        |
|  | 4                | Cleveland        | 2                | 2                | 1 | Baltimore       | 4            | 4            |              |              |  |  |        |        |        |        |
|  |                  |                  |                  |                  | 1 | Baltimore       | 4            | 4            |              |              |  |  |        |        |        |        |
|  |                  |                  | 3                | Cincinnati       | 2 | 2               |              |              |              |              |  |  |        |        |        |        |
|  | 3                | Cincinnati       | 3                | Cincinnati       | 2 | 2               | 4            | 4            |              |              |  |  |        |        |        |        |
|  | 3                | Cincinnati       |                  |                  |   |                 |              | 4            |              |              |  |  |        |        |        |        |
|  | 2                | Hershey          | 0                | 0                |   |                 |              |              |              |              |  |  |        |        |        |        |
|  | 2                | Hershey          | 0                | 0                |   |                 |              |              |              |              |  |  |        |        |        |        |
|  |                  |                  |                  |                  |   |                 |              |              |              |              |  |  |        |        |        |        |

## Trophées

### Trophées collectifs
| Coupe Calder : Vainqueurs des séries                       | Voyageurs de la Nouvelle-Écosse |
| Trophée F.-G.-« Teddy »-Oke : Champions de la division Est | Braves de Boston                |
| Trophée John-D.-Chick : Champions de la division Ouest     | Clippers de Baltimore           |

### Trophées individuels
| Trophée Les-Cunningham : Meilleur joueur de la saison                                 | Garry Peters (Braves de Boston)                                      |
| Trophée John-B.-Sollenberger : Meilleur pointeur                                      | Don Blackburn (Reds de Providence)                                   |
| Trophée Dudley-« Red »-Garrett : Meilleure recrue                                     | Terry Caffery (Barons de Cleveland)                                  |
| Trophée Eddie-Shore : Meilleur défenseur de la saison                                 | Noel Price (Kings de Springfield et Voyageurs de la Nouvelle-Écosse) |
| Trophée Harry-« Hap »-Holmes : Gardien(s) de l'équipe ayant encaissé le moins de buts | Daniel Bouchard (hockey sur glace) et Ross Brooks (Braves de Boston) |
| Trophée Louis-A.-R.-Pieri : Meilleur entraîneur de la saison                          | Al MacNeil (Voyageurs de la Nouvelle-Écosse)                         |